# Ледесма, Эммануэль
Эммануэль Хорхе Ледесма (исп. Emmanuel Jorge Ledesma; 24 мая 1988, Кильмес, Аргентина) — аргентинский футболист, атакующий полузащитник клуба «Лас-Вегас Лайтс».

## Карьера

### «Дженоа»
Свою карьеру начал в клубе «Дефенса и Хустисия», но в возрасте 18 лет покинул Аргентину, подписав контракт с итальянским «Дженоа».
Летом 2008 года Ледесма присоединился к «Куинз Парк Рейнджерс» на правах сезонной аренды. 9 августа он появился на поле в составе КПР в матче против «Барнсли». Спустя две недели Эммануэль оформил свой первый мяч в Британии, упрочив победу КПР над «Донкастер Роверс» 2:0. А через три дня оформил хет-трик в игре Кубка лиги в ворота «Карлайл Юнайтед», причём все три мяча были забиты в течение 29 минут. За эти голевые подвиги в его честь ограниченным тиражом были выпущены футболки.
Но 2 февраля 2009 года по взаимному согласию его аренда была разорвана и он вернулся в Италию, где на правах аренды Ледесма перешёл в клуб Серии B «Салернитана». В составе «тёмно-красных» он вышел на поле лишь в 8 играх и отметился лишь одним голом.
Сезон 2009/10 Ледесма на правах аренды провёл в «Новаре» с такой же результативностью — 8 встреч и 1 забитый мяч.
Летом 2010 года Эммануэль перешёл в «Кротоне», но по-прежнему на правах аренды. Отыграв 10 матчей, в январе 2011 года полузащитник вернулся в «Дженоа», однако клубу он оказался не нужен и вскоре с ним был разорван контракт.

### «Уолсолл»
Став свободным агентом, Ледесма отправился в Англию, где был приглашён на просмотр в «Брайтон энд Хоув Альбион». Несмотря на гол, который он забил в первом же матче за резервный состав, «чайки» не стали подписывать с ним контракт.
26 февраля аргентинец подписал контракт с «Уолсоллом», рассчитанный до конца сезона. И уже 1 марта Эммануэль дебютировал в составе «Уолсолла» в матче против «Саутгемптона», в котором его клуб одержал победу 1:0. 19 марта Ледесма произвел самый настоящий фурор в игре с «Хартлпулем» — выйдя на замену на 56 минуте он принял участие в 4 мячах в ворота «моряков», а уже в компенсированное время забил сам. В итоге «Уолсолл» одержали убедительную победу со счётом 5:2.
Благодаря Ледесме, «Уолсолл» избежал вылета в Лигу два. Руководство «птиц» пыталось сохранить полузащитника в команде, однако тот принял решение вернуться в Аргентину, в свой родной клуб «Дефенса и Хустисия». Но в марте 2012 года он снова приехал в Англию в «Уолсолл».
И снова великолепная игра Ледесмы помогла клубу сохранить прописку в Лиге один, забив в трёх решающих матчах 4 гола. Но по окончании сезона Эммануэль покинул «Уолсолл», отклонив предложенное клубом новое соглашение.

### «Мидлсбро»
10 июля 2012 года Ледесма на правах свободного агента подписал трёхлетний контракт с «Мидлсбро». В интервью официальному сайту клуба он сказал: «Я рад, что подписал с Боро контракт на 3 года и сейчас с нетерпением жду начала сезона. Для меня важно, что менеджер верит в меня и мои способности. Он считает, что я могу достигнуть большого прогресса, и я намерен полностью оправдать его доверие».
11 августа Эммануэль дебютировал за «Мидлсбро» в матче Кубка лиги против «Бери». Аргентинец вышел в стартовом составе, а на 61-й минуте забил свой первый гол за «речников», ставший победным.
Спустя неделю Ледесма в первый раз появился в основе «Мидлсбро» на игру Чемпионшипа против «Барнсли», проведя на поле 90 минут, помочь своей команде спастись от поражения он так и не смог.
Первые месяцы в составе «речников» оказались не самым удачными для Эммануэля, однако в конце октября аргентинец сумел найти свою игру и закрепиться в основной обойме «Мидлсбро». В сезоне 12/13 он забил ещё 2 гола в футболке «Мидлсбро» (в ворота «Чарльтон Атлетик» (4:1) и «Хаддерсфилд Таун» (3:0))
21 декабря Эммануэль стал главным героем гостевой игры против «Миллуолла» — выйдя на замену на 32-й минуте вместо Маззи Карайола, он записал на свой счёт забитый мяч и голевую передачу на Альберта Адому, что помогло команде добыть важную победу со счётом 2:0. В следующей игре, 26 декабря, Ледесма вновь оказался в центре внимания, принеся «Мидлсбро» победу в противостоянии с лидерами Лиги из «Бернли» (1:0). 29 декабря Ману провел очередной яркий матч, организовав все три гола в ворота «Рединга» (3:0) и заработав удаление для защитника «роялс» Каспара Горкша.
18 января 2014 года Ледесма забил свой третий мяч в сезоне, фантастическим дальним ударом принеся «Мидлсбро» минимальную победу над лондонским «Чарльтоном». Почти спустя три месяца, 19 апреля, Эммануэль отметился четвёртым забитым голом, поразив потрясающим ударом со штрафного ворота «Миллуолла», что, впрочем, не принесло «Мидлсбро» очков — поражение со счётом 1:2. 3 мая Ледесма стал главным героем заключительной встречи Лиги против «Йовил Таун» (4:1), записав в свой актив два точных удара, один из которых, в конечном итоге, стал победным.

### «Ротерем Юнайтед»
В ноябре 2014 года Ледесма был отдан краткосрочную месячную аренду в «Ротерем Юнайтед».
По окончании сезона 2014/15 «Мидлсбро» не стал предлагать игроку новый контракт и в июле 2015 года Ледесма был подписан «Ротерем Юнайтед».

### «Брентфорд»
9 августа 2016 Ледесма присоединился к «Брентфорду» на бесконтрактной основе.

### «Панетоликос»
31 августа 2016 года Ледесма перешёл в греческий «Панетоликос».

### «Нью-Йорк Космос»
23 марта 2017 года Ледесма стал игроком клуба Североамериканской футбольной лиги «Нью-Йорк Космос».

### «Цинциннати» (USL)
4 января 2018 года Ледесма присоединился к клубу USL «Цинциннати». Свой первый гол за «Цинциннати» забил 28 апреля в ворота «Оттава Фьюри». По итогам сезона 2018 Ледесма был признан самым ценным игроком USL.

### «Цинциннати» (MLS)
После преобразования «Цинциннати» во франшизу MLS Ледесма был подписан вновь образованным клубом 26 ноября 2018 года. В высшей лиге США дебютировал 17 марта 2019 года в матче против «Портленд Тимберс», выйдя на замену в концовке. 29 июня 2019 года в матче против «Миннесоты Юнайтед» забил свой первый гол в MLS. По окончании сезона 2019 «Цинциннати» пытался подписать с Ледесмой новый контракт, но стороны не смогли прийти к соглашению.

### СИК
В августе 2020 года Ледесма присоединился к клубу чемпионата Финляндии СИК.

### «Инди Илевен»
22 сентября 2021 года Ледесма подписал контракт с клубом Чемпионшипа ЮСЛ «Инди Илевен». Дебютировал за «Инди Илевен» 10 октября в матче против «Бирмингем Легион». По окончании сезона 2021 «Инди Илевен» не продлил контракт с Ледесмой.

### «Барнечеа»
13 июля 2022 года Ледесма присоединился к клубу чилийской Примеры B «Барнечеа».

### «Лас-Вегас Лайтс»
4 апреля 2023 года Ледесма вернулся играть в США, подписав контракт с клубом Чемпионшипа ЮСЛ «Лас-Вегас Лайтс» на сезон 2023. Дебютировал за «Лас-Вегас Лайтс» 5 апреля в матче второго раунда Открытого кубка США 2023 против любительского клуба «Лос-Анджелес Форс», заменив во втором тайме Асриэля Гонсалеса. Свой дебют за «Лас-Вегас Лайтс» в лиге, 15 апреля в матче против «Мемфис 901», отметил голом.

## Достижения
Командные
 «Цинциннати»
- Победитель регулярного чемпионата USL: 2018

Индивидуальные
- Самый ценный игрок USL: 2018